# Улица страха. Часть 1: 1994
«Улица страха. Часть 1: 1994» (англ. Fear Street Part One: 1994) —  американский сверхъестественный слэшер режиссёра Ли Джаньяк, основанный на одноимённой серии книг Р. Л. Стайна, первая часть трилогии «Улица страха». Фильм вышел эксклюзивно на Netflix 2 июля 2021 года.

## Синопсис
В 1994 году после ужасной трагедии в городке Шэйдисайд группа подростков узнает, что серия шокирующих происшествий, происходящих в городе на протяжении многих лет, может быть не случайна. Более того, следующими жертвами могут оказаться сами герои.

## В ролях
| Актёр                   | Роль                   |
| ----------------------- | ---------------------- |
| Киана Мадейра           | Дина                   |
| Оливия Уэлш             | Саманта Фрейзер        |
| Бенжамин Флорес-младший | Джош                   |
| Джулия Ревальд          | Кэйт                   |
| Фред Хехингер           | Саймон                 |
| Эшли Цукерман           | шериф Ник Гуд          |
| Майя Хоук               | Хэзер                  |
| Дэвид В. Томпсон        | Райан Торрес           |
| Джереми Форд            | Питер                  |
| Джордана Спиро          | Миссис Лейн            |
| Даррел Бритт-Гибсон     | Мартин                 |
| Мэттью Зук              | Мэр Уилл Гуд           |
| Лэси Кэмп               | Миссис Фрайзер         |
| Эрик Менденхолл         | медсестра на ресепшене |
| Эрик Менденхолл         | Сестра Бедди           |
| Тодд Аллен Дуркин       | Офицер Капински        |
| Шарлин Амойя            | Рэйчел Томпсон         |
| Мэтт Бурк               | тренер                 |
| Гиллиан Джейкобс        | Берман                 |
| Элизабет Скопель        | Сара Фиер              |
| Джордин ДиНаталь        | Руби Лэйн              |
| Ной Бэйн Гаррет         | Маска Череп            |
| Эмили Бробст            | Билли Баркер           |
| Ллойд Питтс             | Найтвинг Томми Слейтер |
| Кейль Окли Цеперник     | мошенник Исаак Милтон  |
| Кевин Ватерман          | молочник Гарри Рукер   |
| Майкл Чандлер           | пастор Сайрус Миллер   |

## Восприятие
На сайте Rotten Tomatoes фильм имеет рейтинг 83 % основанный на 90 отзывах, со средней оценкой 7,1/10.